# Aponychus imperatus
Aponychus imperatus är en spindeldjursart som beskrevs av Hafaz och El-Badry 1980. Aponychus imperatus ingår i släktet Aponychus och familjen Tetranychidae. Inga underarter finns listade i Catalogue of Life.